# John Charles Black
John Charles Black (ur. 27 stycznia 1839, zm. 17 sierpnia 1915) – polityk i żołnierz amerykański, weteran wojny secesyjnej.
Za męstwo wykazane podczas bitwy pod Prairie Grove został uhonorowany Medalem Honoru. To najwyższe odznaczenie wojskowe w Stanach Zjednoczonych otrzymał również jego brat, William Perkins Black, za odwagę wykazaną podczas bitwy pod Pea Ridge Grove.
W latach 1893–1895 był przedstawicielem stanu Illinois w Izbie Reprezentantów Stanów Zjednoczonych.